# Грюнберг, Ганс Бернгард фон
Ганс Бернгард фон Грюнберг (нем. Hans-Bernhard von Grünberg; 30 марта 1903, Притциг (ныне Przytocko, Польша) — 15 июня 1975, Мюнхен) — профессор политологии, с 1937 по 1944 год ректор университета Альберта — Кёнигсбергского университета (последний ректор университета).

## Биография
Окончил Институт экономики Восточной Германии при факультете государства и права Кёнигсбергского университета, защитил диссертацию в 1930 году. В 1930-е годы на преподавательской работе в Кёнигсберге. Активно участвовал в политической жизни, занимал видные должности в местном отделении НСДАП (гауамтсляйтер). В 1937 году назначен ректором Кёнигсбергского университета.
Разработал экономические и транспортные планы развития областей, охватывающих всю западную часть Советского Союза.
В 1944 году после разрушительной бомбардировки Кёнигсбергского университета с 26/27 по 29/30 августа, вступил добровольцем в вермахт, воевал на восточном фронте. Попал в плен, освобожден в 1951 году. Работал в Вуппертале по экономической специальности.
В 1955—1965 годах состоял в Германской имперской партии (Deutsche Reichspartei). В 1964 году вошел в число организаторов Национал-демократической партии Германии (NPD).
Сын — известный политик Бернхард фон Грюнберг.